# I Walk the Line
«I Walk the Line» (с англ. — «Стараюсь быть безупречным», «Не перехожу черту», дословно — «Иду по черте») — песня американского кантри-музыканта Джонни Кэша, была записана и издана в 1956 году. После нескольких попыток заявить о себе на музыкальной сцене, «I Walk the Line» стала прорывом в творчестве Кэша — поднявшись на вершину хит-парада Billboard Hot Country Songs. Сингл оставался в чартах на протяжении 43 недель и разошёлся в количестве более 2 миллионов копий.

## Подоплёка
Впервые, песня была исполнена вместе с Маршаллом Грантом и Лютером Перкинсом — двумя автомеханиками, с которыми Кэша познакомил его брат после увольнения из ВВС. В то время Кэш и его жена Вивиан, жили в Мемфисе. Джонни стал фронтменом группы и лоббировал переход коллектива «под крыло» Сэма Филлипса из Sun Records. В 1955 году музыканты стали записывать материал на этом лейбле.
По ходу музыкальной карьеры Кэша песня перезаписывалась четыре раза. В 1964 для альбома I Walk The Line, в 1969 для At San Quentin, в 1970 году для саундтрека I Walk The Line, и в 1988 году для альбома Classic Cash: Hall of Fame Series.
В 2004 году, журнал Rolling Stone поместил песню на 30-е место в своём списке «500 величайших песен всех времён».
В 2014 году, журнал Rolling Stone поместил песню на первое место в своём списке «25 лучших кантри-песен всех времён», подытожив: «Во времена, когда „кантри-энд-вестерн“ был второстепенным жанром, Кэш прорвался в верхнюю двадцатку поп-чартов. С этого момента никто не сомневался в силе голоса Кэша — и во всеобщей притягательности хорошей кантри-песни».

## Текст и музыка
Как и у большинства песен Кэша, мелодия «I Walk the Line» очень незатейлива. Певец старается сконцентрировать слушателя на тексте, нежели на музыкальной составляющей. (У тебя есть способ удержать меня рядом с собой / Ведь ты даёшь повод для любви, которую я не в силах скрыть / Ради тебя, я знаю, что попытался бы даже переломить ситуацию).
Основа мелодии — ритм «бум-чика-бум» или «грузовой поезд», который широко распространён во многих песнях Кэша. В оригинальном варианте песни, между каждым из пяти куплетов есть уникальный музыкальный переход — Кэш напевает новую ноту перед началом очередного куплета. Последний куплет — реприза из первого, поётся на полную октаву ниже, нежели первый. По словам Кэша, ему очень понравился звук малого барабана, однако, в то время ударные не использовали в кантри-музыке, тогда Кэш положил листок бумаги между декой и струнами своей гитары и, таким образом, создал свой собственный уникальный «малый барабан».
Кэш и его группа сидели на заднем дворе дома фронтмена, он подбирал слова к песне, в которой хотел выразить: «Я собираюсь быть верен тем, кто верит в меня и рассчитывает на меня, перед собой и Богом. Что-то вроде — я всё ещё верен своим принципам или „стараюсь быть безупречным“». «Лирика родилась в моей голове так быстро — я только успевал записывать», вспоминал Джонни, «через 20 минут песня была закончена».
Боб Дилан остался под сильнейшим впечатлением от этой песни, он назвал вокал Кэша: «Голосом из центра Земли».

## Кавер-версии
Среди музыкантов записавших кавер-версии на эту песню фигурируют: кантри-музыканты Уэйлон Дженнингз, Хэнк Уилльямс-младший, Родни Кроуэлл, Эрнест Табб и Джордж Джонс, композитор Хоаги Кермайкл, джазовый певец Дин Мартин, французский диджей Laurent Wolf, певец Бобби Дарин (пародия), киноактёр Леонард Нимой, певец Билли Рэй Сайрус в дуэте с Эдом Кингом и Элленом Вуди, кантри-исполнитель Крейг Уэйн Бойд, рок-группа Live. А также, актёр Хоакин Феникс, который исполнил роль Джонни Кэша в одноимённом фильме «I Walk the Line».

## Чарты
| Чарт (1957)                   | Высшая позиция |
| ----------------------------- | -------------- |
| Billboard Hot Country Singles | 1              |
| Billboard Hot 100             | 17             |

## Кавер-версия Laurent Wolf
Кавер-версия французского диджея Laurent Wolf, была выпущена в августе 2009 под названием «I Walk the Line Remix».

### Список-композиций
| №  | Название                             | Длительность |
| -- | ------------------------------------ | ------------ |
| 1. | «Walk the Line» (Radio Edit Version) | 3:28         |
| 2. | «Walk the Line» (Club Version)       | 6:59         |
| 3. | «No Stress» (Zen @ Acoustic)         | 7:35         |
| 4. | «Colombia»                           | 5:06         |

### Чарты
| Чарт (2008—2009)               | Высшая позиция |
| ------------------------------ | -------------- |
| Бельгия/Фландрия (Ultratop 50) | 18             |
| Бельгия/Валлония (Ultratop 50) | 23             |
| Франция (SNEP)                 | 8              |
| Нидерланды (Single Top 100)    | 83             |